# Браун, Блэр
Бонни Блэр Браун (англ. Bonnie Blair Brown; род. 23 апреля 1946, Вашингтон) — американская актриса, наиболее известная по ролям в «Дни и ночи Молли Додд» и «Грань».

## Биография
Браун родилась в Вашингтоне, округ Колумбия, в семье учителя Элизабет Энн (урождённой Блэр) и Милтона Генри Брауна, агента американской разведки. Обучалась в Национальной театральной школе Канады, позже получила приглашение на участие в Стратфордском шекспировском театральном фестивале в Стратфорде, Онтарио.

### Личная жизнь
- С 1976 по 1985 год Блэр была замужем за актёром Ричардом Джорданом.
  - В 1983 году у них родился сын Роберт[6].

## Карьера

### Кино
Свою первую роль в кино Браун сыграла в 1973 году в фильме «Бумажный самолёт», а первую главную роль в 1977 году в картине «Мальчики из хора». Среди других её работ присутствуют фильмы «Другие ипостаси», «Уловки пони», «Украсть дом», «Без бретелек», «Жена астронавта», «Космические ковбои», «Догвилль», «Охранник». Была номинирована на Золотой глобус за роль доктора Нелл в фильме Континентальный водораздел.

### Телевидение
В телевизионных фильмах Браун стала появляться в 1980-х. В 1983 году роль Жаклин Кеннеди в мини-сериале «Кеннеди» принесла актрисе номинацию на Золотой глобус в категории «Лучшая актриса в мини-сериале или телевизионном фильме», а также номинацию на премию BAFTA. В 1996 году Браун появилась в мини-сериале «Сезон в чистилище». С 1987 по 1991 год Блэр Браун снималась в телесериале «Дни и ночи Молли Додд». За эту работу актрису номинировали на премию Эмми в категории «Выдающаяся актриса в комедийном сериале». Также Браун снялась в эпизодах сериалов «Фрейзер», «Тайны Смолвиля», «Скорая помощь». С 2008 года по 2013 год Блэр Браун играла роль Нины Шарп в телесериале «Грань». Также снималась в телесериале «Оранжевый — хит сезона» в роли Джуди Кинг.

### Театр
Браун связана с театром с самого начала карьеры. Среди её ранних работ роль Люси Браун в пьесе Бертольта Брехта «Трёхгрошовая опера», режиссёра Ричарда Форемана. В 1989 году состоялся дебют Браун в Бродвейском театре в пьесе «Тайный восторг». После Молли Додд актриса стала чаще появляться на сцене театра. Среди её дебютных работ «Кабаре» и «Комедия ошибок».